# Den helige Andes sekt
Den helige Andes sekt var en kristet-panteistisk sekt på 1100-talet och tidigt 1200-tal. Medlemmarna räknades som lärjungar till Amalrik av Bena.